# SOS International
SOS International är en organisation som ger assistans till personer från Norden som hamnar i nödsituationer i utlandet, till exempel på grund av sjukdom eller olyckor under resor. SOS International arbetar på uppdrag av försäkringsbolagen i de nordiska länderna, och utför tjänster som ingår i olika former av reseförsäkringar. Organisationen driver larmcentraler i Danmark, Finland, Norge och Sverige, har 20 lokalkontor runt om i världen och totalt 1200 anställda.
Moderbolaget heter SOS International a/s och är beläget i Frederiksberg i Danmark, men har även dotterbolag i de övriga nordiska länderna.

## Historik
SOS International inledde sin verksamhet 1957 i Danmark, då organisationen grundades av Kongelig Dansk Automobil Klub (KDAK) och Zone-Redningskorpset. Efter en kort tid erbjöds tjänster till andra än KDAK:s medlemmar, och med Västeuropa som täckningsområde. 1961 blev SOS International ett aktiebolag med dansk-svenskt ägande i form av KDAK, Räddningskåren AB i Stockholm och Lifförsäkrings AB Thule. 1965 ingick ett stort antal nordiska försäkringsbolag ett avtal om att använda SOS International som gemensam assistansorganisation, däribland alla svenska försäkringsbolag. 2004 ändrades organisationen, så att SOS International blev ett aktiebolag med 24 nordiska försäkringsbolag som ägare, istället för att vara ägt via en förening.

## Ägare
SOS International ägs av 13 nordiska försäkringsbolag.

## Verksamhet
SOS International har tre olika affärsområden. Det största är reseskador, men bolaget erbjuder även bilassistans och hälsorelaterade produkter. SOS International har larmcentraler i Stockholm, Oslo, Århus, Köpenhamn och Helsingfors och har totalt ca 1200 anställda.
SOS Internationals internationella medicinska nätverk täcker hela världen och det finns ett nätverk av bärgare som täcker hela Europa, där Norden drivs i egen regi.

## Publicitet
År 2011 gjorde TV3 en dokumentärserie om SOS Internationals verksamhet.
År 2015 spelade Nyhetsbolaget Sverige AB i samarbete med Kanal 5 in Vägens hjältar, där man får följa bärgare, TMA-förare och räddningspersonal i deras arbete i Stockholmstrafiken. Bland de larmcentraler man får se finns SOS International.

## Utmärkelser
SOS International har valts till världens bästa larmcentral sex gånger av International Travel Insurance Journal (ITIJ). Senast vann SOS International detta pris år 2012.